# Edgartown
Edgartown és la seu del comtat de Dukes a l'estat de Massachusetts dels Estats Units d'Amèrica. Segons el cens del 2007 tenia 3.920 habitants.

## Demografia
Segons el cens del 2000 Edgartown tenia 3.779 habitants, 1.582 habitatges, i 957 famílies. La densitat de població era de 54,1 habitants/km².
Dels 1.582 habitatges en un 28,3% hi vivien nens de menys de 18 anys, en un 47,7% hi vivien parelles casades, en un 8,6% dones solteres, i en un 39,5% no eren unitats familiars. En el 30,1% dels habitatges hi vivien persones soles el 10,3% de les quals corresponia a persones de 65 anys o més que vivien soles. El nombre mitjà de persones vivint en cada habitatge era de 2,35 i el nombre mitjà de persones que vivien en cada família era de 2,92.
Per edats la població es repartia de la següent manera: un 22,3% tenia menys de 18 anys, un 5,8% entre 18 i 24, un 30,9% entre 25 i 44, un 28,3% de 45 a 60 i un 12,6% 65 anys o més.
L'edat mediana era de 40 anys. Per cada 100 dones de 18 o més anys hi havia 99,2 homes.
La renda mediana per habitatge era de 50.407 $ i la renda mediana per família de 55.153$. Els homes tenien una renda mediana de 36.615 $ mentre que les dones 30.205$. La renda per capita de la població era de 25.740$. Entorn del 2,7% de les famílies i el 4,2% de la població estaven per davall del llindar de pobresa.